# Charlotte Mew
Charlotte Mary Mew (15 novembre 1869 – 24 mars 1928) est une poétesse anglaise de l'époque victorienne. 
Son œuvre est peu importante par la quantité, et elle a très peu publié. Cependant, des poètes comme Siegfried Sassoon ou Ezra Pound la tiennent en grande estime, ainsi que Thomas Hardy — pour qui elle est « la meilleure poétesse de son temps » — et Virginia Woolf, qui dit d'elle qu'elle est « excellente et semblable à aucune autre ». 
Parmi ses poèmes les plus marquants, on compte From the Window, À Quoi Bon Dire, I So Liked Spring, Sea Love, et The Farmer's Bride, sans doute le plus connu (d'autant que c'est aussi le titre du premier de ses recueils de poèmes).
Hantée par la crainte de la folie, comme en témoigne son poème On the Asylum Road (Sur la route de l'asile), et en proie à une profonde dépression après la mort de sa sœur Anne, elle se suicide en 1928.

## Biographie

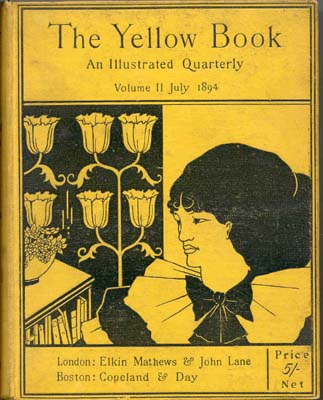
Couverture de The Yellow Book de juillet 1894, qui publie cette même année Passed, la nouvelle de Charlotte Mew.

Elle naît à Londres, dans le quartier résidentiel de Bloomsbury, fille de l'architecte Frederick Mew. 
Elle fait ses études à l'école de filles de Gower Street, sous la direction de Lucy Harrison. Son père meurt en 1898, en laissant sa famille sans réelles ressources. Son frère Henry et sa sœur Freda souffrent de maladie mentale, et doivent être placés dans des institutions, ce qui grève lourdement les ressources financières de la famille, et ajoute les problèmes financiers à l'ombre de la folie qui plane sur elle. Trois autres meurent dans leur petite enfance, laissant Charlotte avec sa sœur Anne et leur mère. Charlotte et Anne font le pacte de ne jamais se marier par peur de transmettre la schizophrénie à leurs enfants (Nicholas Shrimpton dit de Charlotte Mew : « son orientation sexuelle était presque certainement celle d'une lesbienne chaste »). 
En 1894, elle parvient à faire publier une nouvelle (Passed) dans le second numéro de l'année 1894 de The Yellow Book (une revue littéraire majeure de la fin du XIXe siècle), mais écrit très peu de poésie à cette époque.
Son premier recueil de poèmes, The Farmer's Bride est publié en 1916 ; il regroupe 16 de ses poèmes.
th
Elle obtient une petite pension de 75 livres sterling par an, avec l'aide de Cockerell[Qui ?], Thomas Hardy, John Masefield et Walter de la Mare, ce qui contribue à apaiser ses difficultés financières. 
Amoureuse de la France et de la Bretagne, elle aime à s'y rendre, et plusieurs de ses poèmes sont situés en France. 
Après la mort de sa sœur Anne des suites d'un cancer en 1927, elle sombre dans une profonde neurasthénie, et est admise dans une maison de santé où elle se suicide en avalant du désinfectant (Lysol).

## Accueil critique
Ses poèmes sont variés : certains d'entre eux (comme Madeleine in Church) constituent des discussions passionnées sur la foi et la possibilité de croire en Dieu ; d'autres sont modernistes avant la lettre par leur forme et leur atmosphère (In Nunhead Cemetery). 
Charlotte Mew, admirée par Vita Sackville-West, obtient le soutien de plusieurs figures littéraires importantes, et en particulier de Virginia Woolf, qui dit qu'elle est « excellente et semblable à aucune autre » (very good and quite unlike anyone else), et de Siegfried Sassoon. Quant à Thomas Hardy, il en parle comme de la meilleure poétesse de son temps, disant d'elle qu'« elle est de très loin la meilleure poétesse en vie aujourd'hui, qui sera lue quand d'autres seront oubliées » (far and away the best living woman poet, who will be read when others are forgotten). 
Son œuvre est considérée comme annonciatrice de formes nouvelles de poésie, une « œuvre de transition ».

## Œuvres
- Collected Poems, G. Duckworth, 1953
- The Rambling Sailor, The Poetry Bookshop, 1929 (publication posthume[8])
- Saturday Market, The Macmillan company, 1921
- The Farmer's Bride, Poetry Bookshop, 1929